# Nordstjerneordenen
Nordstjerneordenen (svensk: Nordstjärneorden) er en svensk orden, der blev oprettet af kong Frederik 1. 23. februar 1748 for at belønne civile embeds- og tjenestemænd og for at anerkende en særlig akademisk, kunstnerisk og teknologisk indsats. Allerede i sidste del af 1600-tallet blev ordenen et symbol på oplysning og intellekt.
Nordstjerneordenen kunne oprindeligt tildeles både svenske borgere og udlændinge, men siden 1975 er den kun blevet tildelt svenske kongelige og udenlandske borgere. Ordenens stormester er kong Carl 16. Gustav af Sverige.
Ordenstegnet er udformet som et kronet malteserkors i hvid emalje. Mellem korsets arme findes åbne kroner og i midten en blå medaljon med en femtakket stjerne og påskriften Nescit Occasum (latin: Kender ikke nedgang). Ordenens bånd var oprindeligt sort, men har siden 1975 været blåt og gult som Sveriges flag. De svenske kongelige bruger dog stadig sorte bånd.

## Udvalg af danske modtagere
- 1845
  - Otto Sophus Danneskiold-Samsøe
- 1870
  - Otto Rosenørn-Lehn
  - Christen Andreas Fonnesbech
  - Hans Lassen Martensen
- 1873 
  - Frantz Bille
  - Carl Emil Fenger
- 1875
  - Jens Jacob Worsaae
  - Christian Sophus Klein
- 2015
  - Else Marie Friis
- Ukendt tidspunkt
  - Svend Storm-Jørgensen[1]
  - Anders Fogh Rasmussen